# NGC 5176
NGC 5176 је елиптична галаксија у сазвежђу Девица која се налази на NGC листи објеката дубоког неба.
Деклинација објекта је + 11° 46' 55" а ректасцензија 13h 29m 24,9s. Привидна величина (магнитуда) објекта NGC 5176 износи 14,4 а фотографска магнитуда 15,4. NGC 5176 је још познат и под ознакама MCG 2-34-21, CGCG 72-90, NPM1G +12.0359, PGC 47338.